# Баниште
Баниште (мкд. Баниште) је насељено место у Северној Македонији, у крајње западном делу државе. Баниште припада општини Дебар.

## Географија
Насеље Баниште је смештено у крајњем западном делу Северне Македоније, на самој граници са Албанијом (1,5 km северозападно од насеља). Од најближег већег града, Дебра, насеље је удаљено 5 km северно.
Рељеф: Баниште се налази у горњем делу историјске области Дебар. Село је положено на источном ободу плодног Дебарског поља, које прави река Црни Дрим, после истока из Дебарског језера. Источно од насеља се издиже планина Дешат. Надморска висина насеља је приближно 860 метара.
Клима у насељу је планинска због знатне надморске висине.

## Становништво
По попису становништва из 2002. године Баниште је имало 90 становника.
Претежно становништво у насељу су данас Албанци (89%), а мањина су етнички Македонци (11%). Почетком 20. века већина у насељу су били македонски Словени православне вероисповести.
Већинска вероисповест у насељу је ислам, а мањинска православље.